# Ville-en-Vermois
Ville-en-Vermois est une commune française située dans le département de Meurthe-et-Moselle, en région Grand Est. Ses habitants sont appelés les Fraimbois. Ce village se trouve à proximité de Nancy.

## Géographie
Ville-en Vermois est une commune rurale au Nord-Est de la France, en Meurthe-et-Moselle, au sud de Nancy et à l'ouest de Saint-Nicolas-de-Port.
Le territoire de la commune est limitrophe de 8 communes.  
| Fléville-devant-Nancy | Laneuveville-devant-Nancy      |                       |
| Ludres                | Ville-en-Vermois               | Saint-Nicolas-de-Port |
| Lupcourt              | Azelot, Burthecourt-aux-Chênes | Manoncourt-en-Vermois |

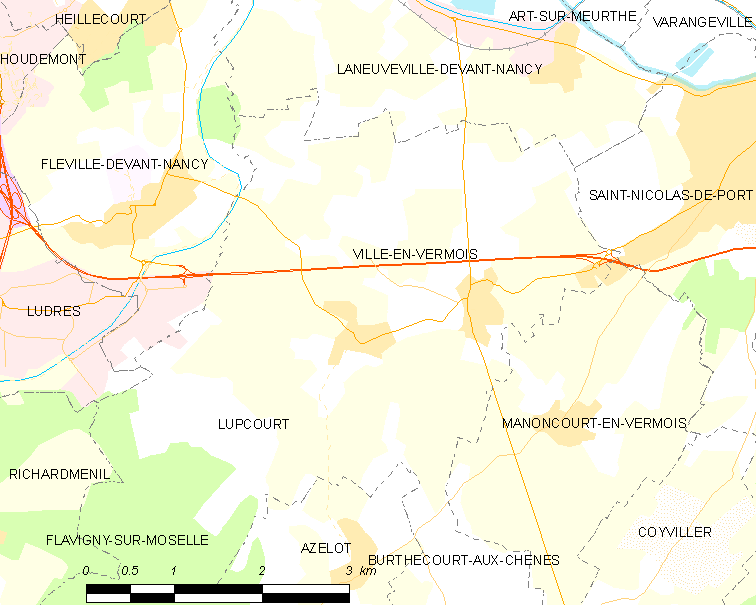
Carte de la commune.
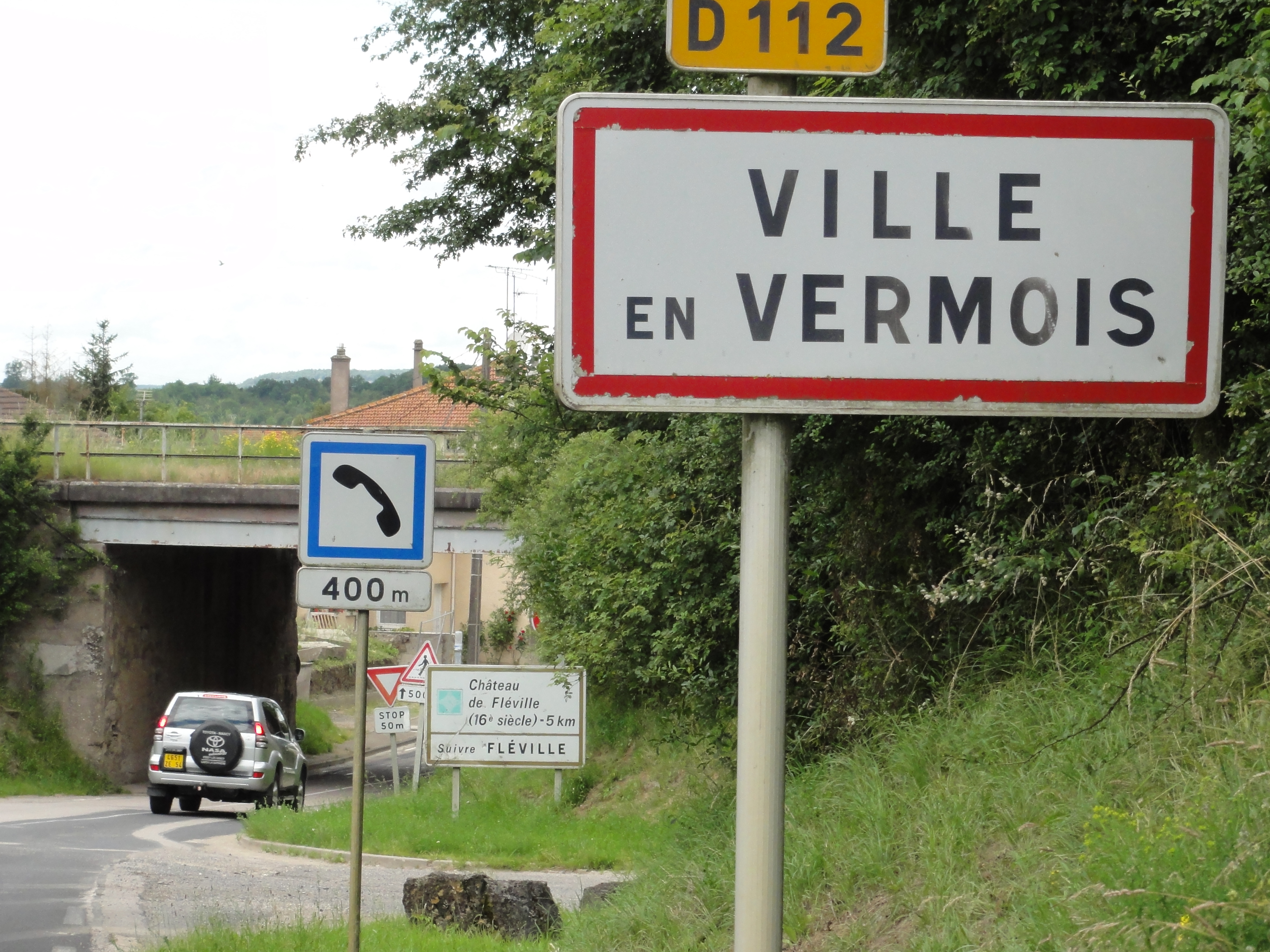
Entrée de Ville-en-Vermois.

### Hydrographie
La commune est dans le bassin versant du Rhin au sein du bassin Rhin-Meuse. Elle est drainée par le canal de jonction (embranchement de Nancy), le ruisseau de la Prairie, le ruisseau de l'Étang, le ruisseau d'Hurpont et le ruisseau le Frahaut,.

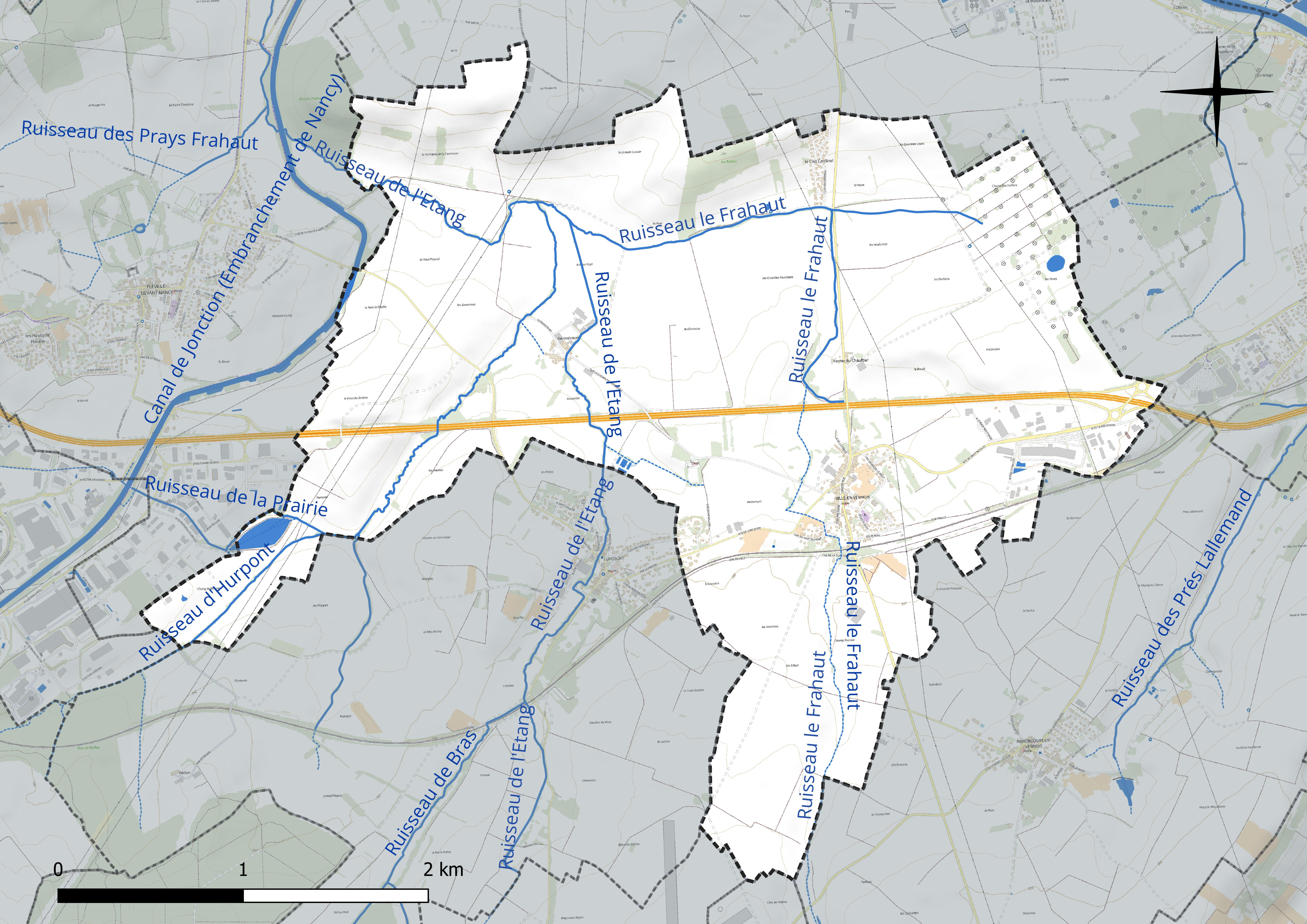
Réseau hydrographique de Ville-en-Vermois.

### Climat
Pour des articles plus généraux, voir Climat du Grand Est et Climat de Meurthe-et-Moselle.
En 2010, le climat de la commune est de type climat océanique dégradé des plaines du Centre et du Nord, selon une étude du Centre national de la recherche scientifique s'appuyant sur une série de données couvrant la période 1971-2000. En 2020, Météo-France publie une typologie des climats de la France métropolitaine dans laquelle la commune est exposée à un climat semi-continental et est dans la région climatique  Lorraine, plateau de Langres, Morvan, caractérisée par un hiver rude (1,5 °C), des vents modérés et des brouillards fréquents en automne et hiver. 
Pour la période 1971-2000, la température annuelle moyenne est de 9,8 °C, avec une amplitude thermique annuelle de 17 °C. Le cumul annuel moyen de précipitations est de 790 mm, avec 11,8 jours de précipitations en janvier et 9,5 jours en juillet. Pour la période 1991-2020, la température moyenne annuelle observée sur la station météorologique de Météo-France la plus proche, « Nancy-Essey », sur la commune de Tomblaine à 8 km à vol d'oiseau, est de 11,0 °C et le cumul annuel moyen de précipitations est de 746,3 mm. 
La température maximale relevée sur cette station est de 40,1 °C, atteinte le 24 juillet 2019 ; la température minimale est de −24,8 °C, atteinte le 21 février 1956,,. 
Les paramètres climatiques de la commune ont été estimés pour le milieu du siècle (2041-2070) selon différents scénarios d'émission de gaz à effet de serre à partir des nouvelles projections climatiques de référence DRIAS-2020. Ils sont consultables sur un site dédié publié par Météo-France en novembre 2022.

## Urbanisme

### Typologie
Au 1er janvier 2024, Ville-en-Vermois est catégorisée bourg rural, selon la nouvelle grille communale de densité à sept niveaux définie par l'Insee en 2022.
Elle est située hors unité urbaine. Par ailleurs la commune fait partie de l'aire d'attraction de Nancy, dont elle est une commune de la couronne,. Cette aire, qui regroupe 353 communes, est catégorisée dans les aires de 200 000 à moins de 700 000 habitants,.

### Occupation des sols
L'occupation des sols de la commune, telle qu'elle ressort de la base de données européenne d’occupation biophysique des sols Corine Land Cover (CLC), est marquée par l'importance des territoires agricoles (94 % en 2018), en diminution par rapport à 1990 (96,2 %). La répartition détaillée en 2018 est la suivante : 
terres arables (59,8 %), prairies (34,3 %), zones urbanisées (3 %), zones industrielles ou commerciales et réseaux de communication (2,9 %). L'évolution de l’occupation des sols de la commune et de ses infrastructures peut être observée sur les différentes représentations cartographiques du territoire : la carte de Cassini (XVIIIe siècle), la carte d'état-major (1820-1866) et les cartes ou photos aériennes de l'IGN pour la période actuelle (1950 à aujourd'hui).

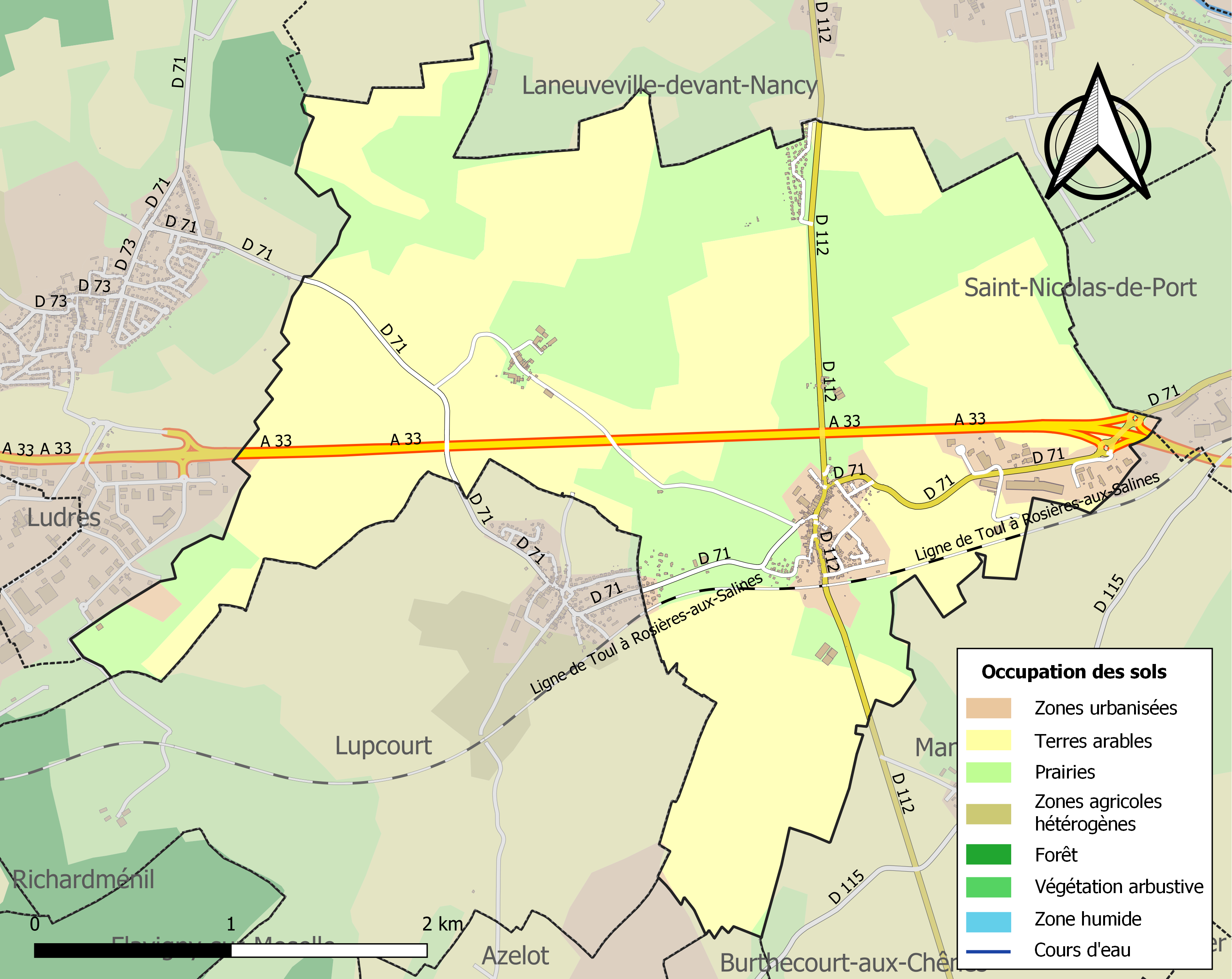
Carte des infrastructures et de l'occupation des sols de la commune en 2018 (CLC).

## Toponymie
Le nom de la localité est attesté sous les formes Ville en Varmois (1261) ; Villa en Vermois (1357) ; Villa in Vermodio (1396) ; Verles (1424) ; Ville-au-Vermois (1600).

Ville : du mot villa ; les villas gallo-romaines, mérovingiennes et carolingiennes gagnant en importance pendant le Moyen Âge, le sens évolue vers village, car certaines sont devenues des villages et d'autres des villes. Le nom a progressivement suivi leur évolution et remplacé le latin vicus.
Le Vermois est une région naturelle de France située au sud-est de Nancy, dans le département de Meurthe-et-Moselle et la région Lorraine. Elle est délimitée à l'Est par la Meurthe et à l'Ouest par la Moselle.

## Histoire
(décembre 2015).
- Présence du paléolithique inférieur.

Le village de Saint Hilaire fut détruit à une époque antérieure aux guerres du XVIIe siècle.
Ville-en-Vermois, qui s'appelait autrefois Villa in Vermesio, est un des villages qui composent le Vermois. Le village se situe entre Saint-Nicolas-de-Port et Lupcourt et faisait en 1888, 1049 hectares. Si l'on se penche sur le blason de la commune qui est composé d'un fond bleu azur, de quatre étoiles d'or, un bâton d'argent enlacé par un serpent, on a la structure du village et ses origines. Les quatre étoiles représentent : le village (avec le parc de la Garenne et le Chauffour), le hameau de Gérarcourt, le lotissement du Clos-Cardinal et le lotissement Sous les Navines à l'entrée de Lupcourt. Le serpent est l'image du Frahaut, ruisseau qui serpente à travers le village. Le bâton d'argent quant à lui est le symbole des pèlerins qui se rendaient à pied par les chemins convergents, à l'église Saint-Hilaire. Le village a un passé très religieux avec des bâtiments datant du Moyen Âge.
On retrouve des mentions concernant le hameau de Gérardcourt au XIIIe siècle. Il y avait dans ce hameau une maison seigneuriale appelée Fief de la Cour ainsi qu'une chapelle dédiée à saint Denis. Si l'on remonte le chemin allant de Gérardcourt à Ville-en-Vermois, on trouve à 1 km du hameau, une église, l'église de Saint-Hilaire. C'est l'unique monument, encore visible, qui est resté de l'ancien village au nom éponyme. Saint-Hilaire fut détruit par des Suédois lors de leur passage en Lorraine longtemps avant la Révolution et ne fut jamais reconstruit. Autrefois, l'église desservait les villages de Manoncourt, Lupcourt, Ville-en-Vermois, Saint-Hilaire, Gérardcourt, Bédon et le hameau de Savoue (qui dépendait de Gérardcourt mais n'existe plus). Au sud de l'édifice, il y avait un presbytère (détruit aujourd'hui), il fut habité jusqu'à la Révolution. À des endroits stratégiques sur les terres entourant l'église, deux tours en bois ont été érigées pour surveiller les travaux exécutés par les personnes employées à la culture de ces terrains. La commune de Manoncourt venait inhumer ses morts au cimetière de Saint-Hilaire. Ils utilisaient un chemin secret appelé Champ des Morts pour transporter les défunts.
Il existait autrefois, au cœur du village de Ville-en-Vermois, une chapelle dédiée à saint Quirin. Cette chapelle fut transformée en maison pour particuliers. Il ne reste de cette maison que le clocher qui a été installé à l'ancienne école communale, aujourd'hui la mairie. Beaucoup de pèlerins faisaient le voyage jusque Ville-en-Vermois, parfois venant de très loin jusqu'en 1886 à cause des vertus guérissantes que l'on attribuait à l'eau de la fontaine se situant en bas de la Grand Rue. Toujours dans la Grand Rue, au niveau de la ferme des Guillaume, se trouvait un ancien monastère d'hommes. Une partie du bâtiment a appartenu aux pères jésuites de Saint-Nicolas en 1747. Une autre partie, toujours la même année, fut acquise par un maréchal-ferrant. Plusieurs années plus tard, l'ensemble devint une ferme. Dans la partie du village appelée le Chauffour, il y avait plusieurs fours à chaux.
Le village reste encore aujourd'hui marqué par ces vieilles pierres.

## Politique et administration
| Période                                  | Période                   | Identité                                               | Étiquette | Qualité             |
| ---------------------------------------- | ------------------------- | ------------------------------------------------------ | --------- | ------------------- |
| Les données manquantes sont à compléter. |                           |                                                        |           |                     |
| 1988                                     | 1994                      | André Oosterlinck (1927-2011)                          |           |                     |
| mars 2001                                | En cours (au 25 mai 2020) | Jean-François Guillaume Réélu pour le mandat 2020-2026 | UMP       | Conseiller régional |

## Population et société

### Démographie
L'évolution du nombre d'habitants est connue à travers les recensements de la population effectués dans la commune depuis 1793. Pour les communes de moins de 10 000 habitants, une enquête de recensement portant sur toute la population est réalisée tous les cinq ans, les populations de référence des années intermédiaires étant quant à elles estimées par interpolation ou extrapolation. Pour la commune, le premier recensement exhaustif entrant dans le cadre du nouveau dispositif a été réalisé en 2008.

En 2022, la commune comptait 595 habitants, en évolution de −1 % par rapport à 2016 (Meurthe-et-Moselle : −0,13 %, France hors Mayotte : +2,11 %).
| 1793 | 1800 | 1806 | 1821 | 1831 | 1836 | 1841 | 1846 | 1851 |
| ---- | ---- | ---- | ---- | ---- | ---- | ---- | ---- | ---- |
| 227  | 268  | 268  | 313  | 352  | 343  | 338  | 356  | 329  |

| 1856 | 1861 | 1872 | 1876 | 1881 | 1886 | 1891 | 1896 | 1901 |
| ---- | ---- | ---- | ---- | ---- | ---- | ---- | ---- | ---- |
| 321  | 330  | 307  | 305  | 352  | 355  | 331  | 331  | 306  |

| 1906 | 1911 | 1921 | 1926 | 1931 | 1936 | 1946 | 1954 | 1962 |
| ---- | ---- | ---- | ---- | ---- | ---- | ---- | ---- | ---- |
| 316  | 282  | 275  | 264  | 299  | 257  | 256  | 276  | 224  |

| 1968 | 1975 | 1982 | 1990 | 1999 | 2006 | 2008 | 2013 | 2018 |
| ---- | ---- | ---- | ---- | ---- | ---- | ---- | ---- | ---- |
| 220  | 374  | 626  | 625  | 606  | 596  | 593  | 593  | 596  |

| 2022 | - | - | - | - | - | - | - | - |
| ---- | - | - | - | - | - | - | - | - |
| 595  | - | - | - | - | - | - | - | - |

## Culture locale et patrimoine

### Lieux et monuments
- Église rurale Saint-Quirin 18e (fêtée le 30 avril) ; cette église, implantée à distance du village, était primitivement celle du village de Saint-Hilaire, disparue ; elle est devenue église paroissiale de Ville-en-Vermois et de Gérardcourt.
- Chapelle dédiée à saint Quirin : chapelle reconvertie en maison particulière. Il ne reste de cette chapelle que le clocher installé au-dessus de la mairie.
- Monument aux morts.
- Fontaine.
- Vestiges d'une maison XVIe au hameau de Gérardcourt.
- Canal de l'Est : écluses.

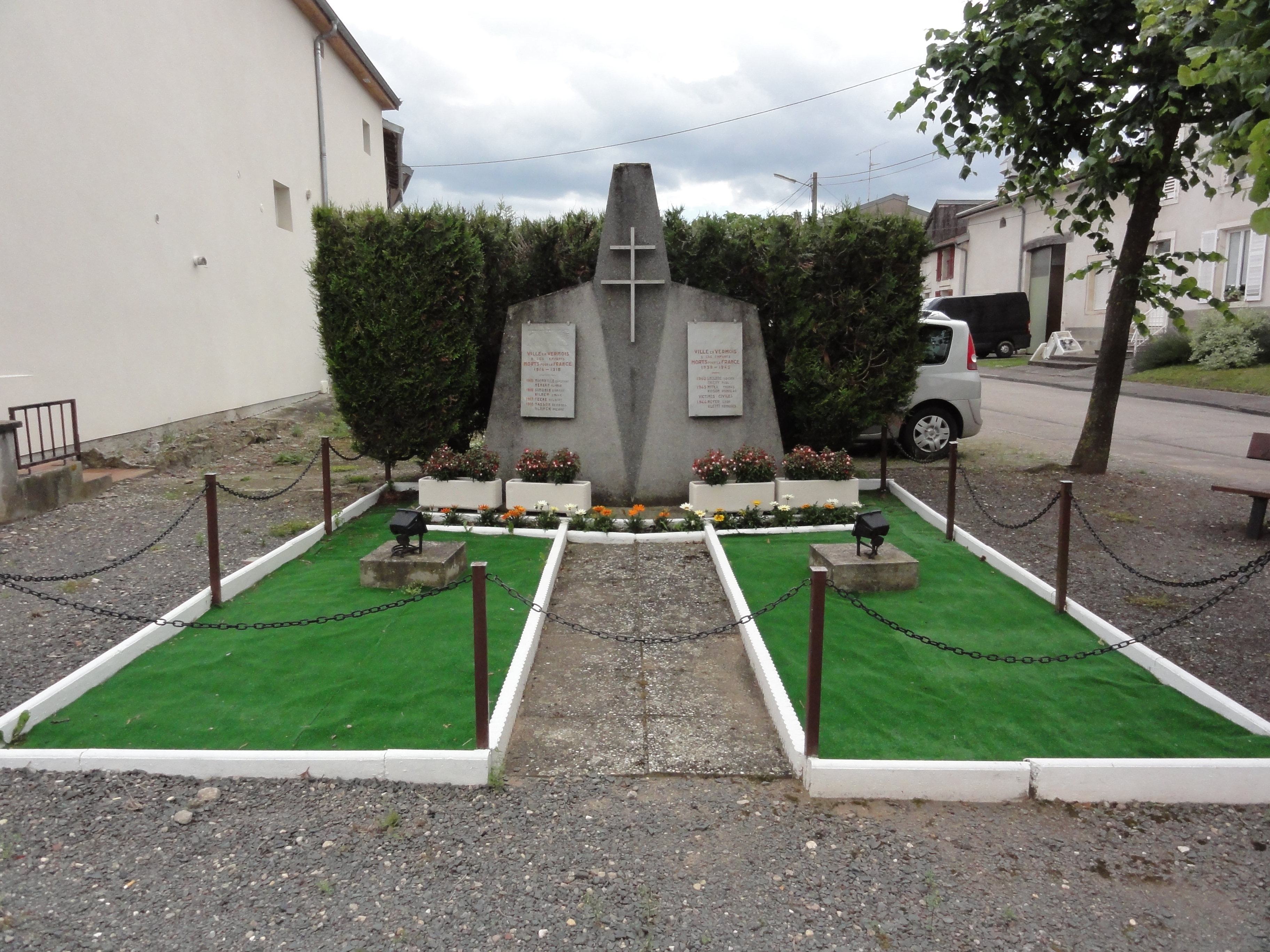
Monument aux morts.
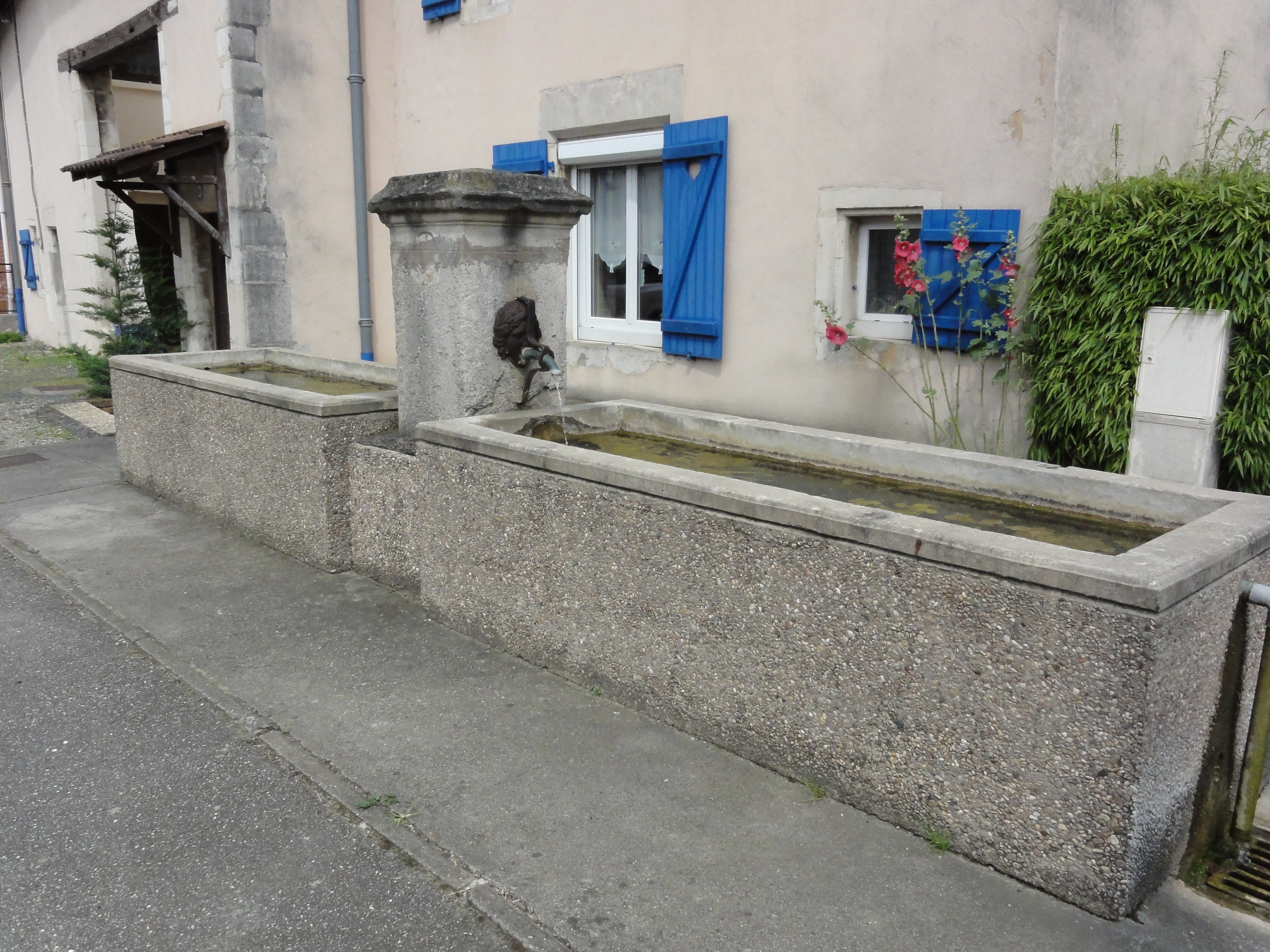
Fontaine.

### Personnalités liées à la commune
- François Guillaume (1932-....), ancien ministre de l'Agriculture, né à Ville-en-Vermois.
- René Hogard (1876-1955) écrivain[21], né à Ville-en-Vermois :
  - Le clergé du diocèse de Nancy pendant la guerre (1914-1918), [lire en ligne] ;
  - La basilique Saint-Epvre de Nancy ;
  - Quarante-cinq ans d'épiscopat, Mgr Turinaz : évêque de Nancy et de Toul, 1838-1918.

### Héraldique, logotype et devise
| Blason de Ville-en-Vermois | Blason  | D'azur au bâton d'argent, mouvant de la pointe, posé en pal et sur lequel s'enroule un serpent du même, accompagné de quatre étoiles d'or. |
| Blason de Ville-en-Vermois | Détails | Le bâton sur lequel s'enroule le serpent symbolise saint Hilaire, éponyme de l'ancien village dont il ne reste plus que l'église. Aujourd'hui cette église sert à quatre groupes d'habitants, d'où les quatre étoiles : Ville-en-Vermois, Gérardcourt, le Clos Cardinal et les Navinnes. Le serpent représente le Frahaut, qui serpente au centre du village et qui prend sa source un peu au-dessus du village. Désormais recouvert par la route, la fontaine qui se situe Rue du Pressoir est le seul aspect visible de cette source. La commune adopta ce blason en 1977. |